# 선네
《선네》는 MBC에서 1974년 1월 3일에 방영된 신년 특집 드라마로, 한국 고유설화 〈나무꾼과 선녀〉를 뮤지컬 드라마로 엮었다.

## 등장 인물
- 정욱
- 김정연
- 박원숙
- 박미영
- 김영옥
- 최불암
- 박규채